# Kikujiro
Kikujiro (Kikujirō no Natsu (菊次郎の夏  nghĩa là "Mùa hè của Kikujirō")) là một bộ phim của Nhật Bản năm 1999 với sự tham gia, biên kịch và đạo diễn bởi Kitano Takeshi. Phần nhạc phim được sáng tác bởi Joe Hisaishi. Bộ phim đã được trình chiếu tại Liên hoan phim Cannes năm 1999. Bộ phim này được làm lại tại kollywood (phim tiếng Ấn Độ Tamil) với tên gọi Nandalala.
Kikujiro kể về câu chuyện của một cậu bé đi tìm kiếm mẹ của mình trong kỳ nghỉ hè. Bộ phim chủ yếu được chia thành nhiều chương nhỏ hơn, được liệt kê như là các bài viết nhỏ trong nhật ký của kỳ nghỉ hè của cậu bé. Cảm hứng của Kitano cho nhân vật (không phải bộ phim) là người cha của chính ông, Kitano Kikujiro, một người chơi cờ bạc phải vật lộn để nuôi sống gia đình của mình và trả tiền thuê nhà.
Tương tự như các tác phẩm trước đó của ông như Getting Any? và A Scene at the Sea, Kitano chỉ đề cập đến yakuza tiếp xúc trong con người Kikujiro, một khởi đầu từ sự nghiệp của ông với những bộ phim tội phạm truyền hình nổi tiếng như Sonatine và Hana-bi. Ám chỉ cả gia đình, bộ phim được cho là lấy cảm hứng từ The Wizard of Oz với những tiền đề cơ bản là một chuyến hành trình. Các yếu tố quen thuộc và địa điểm sắp đặt của Kitano được trình diễn: các hình vẽ, họa tiết, bờ biển và các thiên thần. Mặc dù cốt truyện được sáng tác chủ yếu là các sự kiện buồn, bộ phim thường có một bầu không khí nhẹ nhàng, đạt được chủ yếu là thông qua nhân vật của Kitano và cuộc gặp gỡ có phần kỳ lạ của mình.

## Cốt truyện
Masao, một cậu bé sống một mình với người bà ở một khu vực cũ kĩ ở Shitamachi của Tokyo, nhận được một gói hàng, và trong việc tìm kiếm một con dấu, cậu tìm thấy một bức ảnh của mẹ mình bị mất từ lâu. Cậu tìm địa chỉ của bà ở Toyohashi, cách đó khoảng vài trăm dặm về phía tây. Rời khỏi nhà để gặp mẹ mình, anh gặp người hàng xóm của bà, Kikujiro và vợ ông. Vợ của Kikujiro ép ông ta đi cùng Masao vào một cuộc hành trình để gặp mẹ mình, nói với bà Masao rằng họ đang đi đến bãi biển.
Khi bắt đầu cuộc hành trình của họ, Kikujiro tỏ ra không nghiêm túc về việc đến Toyohashi. Ông bị cuốn hút vào các trận thi đấu đua xe đạp va cá cược trên chiến thắng của họ. Sau đó, rời khỏi bên ngoài một nhà hàng yakitori, Masao gặp phải một kẻ quấy rối tình dục. Sau khi khó khăn trốn thoát, Kikujiro hứa sẽ tiếp tục chuyến hành trình và đưa Masao tới gặp mẹ mình.
Khi chiếc taxi Kikujiro lấy trộm bị hỏng, họ buộc phải đi nhờ xe tới Toyohashi, gặp những người khác nhau trên đường đi. Họ xin đi nhờ xe của một nghệ sĩ tung hứng và bạn trai cô đang đi hẹn hò, và một nhà thơ trên đường du ngoạn, người cho họ quá giang tới Toyohashi. Khi họ đã đến được địa chỉ của mẹ Masao, Kikujiro tìm thấy bà đang sống như một bà nội trợ với một người đàn ông khác và con gái của họ. Mẹ của Masao sống một cuộc sống hoàn toàn khác hẳn những gì ông mong đợi. Có vẻ gần như bà đã quên mất cậu. Kikujiro nói với Masao rằng bà ta chỉ vừa mới bỏ đi, giả vờ không gặp bà. Ông đã cố gắng an ủi Masao với một cái chuông nhỏ hình thiên thần màu xanh mà ông bắt nạt từ hai người lái xe mô tô ông gặp trên đường.
Masao thất vọng đến mức Kikujiro không thể giúp gì, nhưng ông cố gắng cải thiện tình hình chuyến đi quay trở lại Tokyo. Ông nói với cậu rằng một thiên thần sẽ tới theo tiếng chuông rung của cậu.
Họ ghé thăm một lễ hội mùa hè tổ chức ở một đền thờ Thần đạo địa phương. Trong khi Kikujiro gặp rắc rối với một vài tên yakuza với một trò chơi bắn súng cố định, Masao mơ thấy một con Tengu đang nhảy múa.
Quay trở lại hành trình, họ gặp lại nhà thơ và hai người lái xe mô tô. Họ quyết định cắm trại vài ngày cùng nhau. Masao vui vẻ cùng chơi một số trò chơi truyền thống với họ.
Kikujiro được gợi nhớ về mẹ của ông (ngụ ý rằng cô ấy, giống như mẹ Masao, cũng rời bỏ ông khi còn là một đứa trẻ). Kikujiro nhờ một trong hai người lái xe chở ông từ điểm cắm trại tới viện dưỡng lão của mẹ ông tại Daito-cho, một thị trấn nhỏ, nhưng cuối cùng ông quyết định không gặp mặt bà và trở về trại.
Những người đàn ông tiếp tục làm hết sức mình để làm Masao vui vẻ bằng cách đùa nghịch trong một vài ngày sau đó. Trước khi họ quay trở lại Tokyo, Masao mơ thấy họ xuất hiện trên dải Ngân Hà. Vào buổi sáng, hai người lái xe mô tô nói lời tạm biệt họ và rời trại. Masao và Kikujiro đi nhờ ô tô của nhà thơ về Tokyo. Sau khi cho họ xuống một cây cầu, nhà thơ tiếp tục hành trình của ông tới Osaka và Kyūshū.
Trước khi Masao và Kikujiro chia tay, Kikujiro nói "Hãy đi tiếp một vài lần nữa nhé" và Masao cảm ơn ông. Kikujiro dặn dò Masao chăm sóc bà của cậu. Masao hỏi tên của Kikujiro và Kikujiro trả lời "Kikujiro đấy, thằng ngốc này! Giờ thì biến đi!". Masao chạy băng qua một cây cầu nhỏ với chiếc chuông Thiên thần rung lên.

## Chủ đề
Bộ phim khai thác sự tha hóa và sự hoà nhập trong xã hội Nhật Bản. Các nhân vật chính và những người giúp họ trên đường đi, tất cả đều bị ruồng bỏ từ điểm nhìn chuẩn mực xã hội chấp nhận, không phải là một phần của một cấu trúc gia đình hoặc nhóm truyền thống.  Những nhân vật duy trì một lối sống chấp nhận hơn là thường xuyên mâu thuẫn với các nhân vật chính.
Xuất hiện sớm trong phim, nhân vật chính phản ứng với sự tha hóa của họ với sự giận dữ (Kikujiro) và nỗi buồn (Masao). Trên hành trình của mình, họ bắt đầu khám phá ra những điểm giống nhau của cả hai, và những sự kiện ở Toyohashi đóng vai trò như một bước ngoặt, từ đó nhân vật bắt đầu tìm thấy sự thoải mái trong sự cô lập chia sẻ của họ.

## Diễn viên
- Beat Takeshi - Kikujiro Takeda
- Kishimoto Kayoko - Vợ của Kikujiro
- Sekiguchi Yusuke - Sugiyama Masao
- Daike Yūko - Sugiyama Satoko
- Yoshiyuki Kazuko - Bà của Masao
- Beat Kiyoshi - Người đứng ở điểm dừng xe bus
- Ide Rakkyo - Người lái xe mô tô
- Mamura Nezumi - Người đi du lịch
- Hosokawa Fumie - Nghệ sĩ tung hứng
- Maro Akaji - Người đáng sợ
- Sekine Daigaku - Ông trùm yakuza

## Nhạc phim
Album bao gồm "Summer", một trong những sáng tác nổi tiếng nhất của Hisaishi; nó cũng được cải biên lại và sử dụng cho các sản phẩm, ví dụ như quảng cáo của Toyota Corolla. Những bản thu âm này có thể được tìm thấy trong album Curved Music II.
1. "Summer" − 6:26
2. "Going Out" − 1:17
3. "Mad Summer" − 2:55
4. "Night Mare" − 1:49
5. "Kindness" − 1:57
6. "The Rain" − 5:38
7. "Real Eyes" − 3:16
8. "Angel Bell" − 3:12
9. "Two Hearts" − 2:01
10. "Mother" − 2:13
11. "River Side" − 6:13
12. "Summer Road" − 3:08

### Sản xuất
- Đại hồ cầm (độc tấu) – Morooka Yumiko
- Sáng tác – Joe Hisaishi
- Giám đốc sản xuất – Emmanuel Chamboredon, Russell Ziecker
- Vĩ cầm (độc tấu) – Suzuki Rieko

## Đón nhận
Bộ phim được đón nhận nồng nhiệt tại Pháp, với điểm 4/5 dựa trên 16 nhà phê bình của trang Screenrush. Tuy nhiên, ở các nước nói tiếng Anh, bộ phim đón nhận những phản hồi kết hợp. Metacritic chấm 44/100 với 21 lượt phê bình, Rotten Tomatoes chấm 59% - một số điểm tích cực cho phim.
Doanh thu tại rạp của phim tại thị trường Bắc Mỹ là $200.920. Tại Pháp, bộ phim đạt tổng cộng 420.849 lượt xem, cao nhất tình tới thời điểm hiện tại trong các phim mà Kitano đạo diễn.

## Phim tài liệu
Đạo diễn phim Shinozaki Makoto đã thực hiện một bộ phim tài liệu ghi lại quá trình sản xuất của Kikujiro mang tựa đề Jam Session (Jamu sesshon Kikujirō no natsu kōshiki kaizokuban). Nó được sản xuất và phân phối bởi Văn phòng Kitano và được trình chiếu tại Liên hoan phim Rotterdam và các liên hoan phim khác.